# Gaultheria cuneata
Gaultheria cuneata là một loài thực vật có hoa trong họ Thạch nam. Loài này được (Rehder & E.H.Wilson) Bean mô tả khoa học đầu tiên năm 1919.